# 15e cérémonie des Teen Choice Awards
La 15e cérémonie des Teen Choice Awards a eu lieu le 11 août 2013 au Gibson Amphitheatre à Los Angeles et retransmise sur la chaîne FOX.

## Remettants
Les célébrités suivantes ont participé à la cérémonie en tant que remettants de prix :
- Erin Andrews
- Skylar Astin
- Abigail Breslin[1]
- Sandra Bullock
- Lily Collins
- Miley Cyrus[2]
- Alexandra Daddario
- Nina Dobrev
- Gabby Douglas
- Emblem3
- Selena Gomez
- Ariana Grande
- Max Greenfield
- Ian Harding
- Fifth Harmony
- Simon Helberg
- Liam Hemsworth
- LL Cool J
- Brandon T. Jackson
- Ashton Kutcher
- Logan Lerman
- Demi Lovato
- Ross Lynch
- Laura Marano
- Bridgit Mendler
- Maia Mitchell
- Shay Mitchell
- Little Mix
- Chloë Grace Moretz
- Janel Parrish
- Tyler Posey
- Leven Rambin
- Ed Sheeran
- Cody Simpson
- Ian Somerhalder
- Hailee Steinfeld
- Taylor Swift
- Bella Thorne[3]
- The Wanted
- Kerry Washington
- Russell Westbrook
- Rebel Wilson[1]

## Programme musical
- One Direction – Best Song Ever
- Florida Georgia Line featuring Nelly – Cruise[4]
- Demi Lovato with Nick Jonas – Made in the USA[5]
- Paramore – Still Into You[6]

## Palmarès
Les lauréats sont indiqués ci-dessous dans chaque catégorie et en caractères gras.

### Cinéma
| Film : Action | Acteur : Action | Actrice : Action |
| --- | --- | --- |
| - Iron Man 3 - Jason Bourne : L'Héritage - The Dark Knight Rises - G.I. Joe : Conspiration - Skyfall | - Robert Downey, Jr., Iron Man 3 - Christian Bale, The Dark Knight Rises - Daniel Craig, Skyfall - Chris Hemsworth, L'Aube rouge - Dwayne Johnson, G.I. Joe : Conspiration                                                                                                   | - Anne Hathaway, The Dark Knight Rises - Jessica Biel, Total Recall - Adrianne Palicki, G.I. Joe : Conspiration - Gwyneth Paltrow, Iron Man 3 - Rachel Weisz, Jason Bourne : L'Héritage                                          |
| Film : Dramatique | Acteur : Dramatique | Actrice : Dramatique |
| - Le Monde de Charlie - Argo - Gatsby le Magnifique - The Impossible - Les Misérables | - Logan Lerman, Le Monde de Charlie - Ben Affleck, Argo - Bradley Cooper, The Words - Leonardo DiCaprio, Gatsby le Magnifique - Hugh Jackman, Les Misérables | - Emma Watson, Le Monde de Charlie - Halle Berry, The Call - Anne Hathaway, Les Misérables - Carey Mulligan, Gatsby le Magnifique - Naomi Watts, The Impossible                                                                  |
| Film : Comédie | Acteur : Comédie | Actrice : Comédie |
| - Pitch Perfect - Arnaque à la carte - L'Incroyable Burt Wonderstone - Peeples - Warm Bodies | - Skylar Astin, Pitch Perfect - Jason Bateman, Arnaque à la carte - Steve Carell, L'Incroyable Burt Wonderstone - Nicholas Hoult, Warm Bodies - Craig Robinson, Peeples | - Rebel Wilson, Pitch Perfect - Anna Kendrick, Pitch Perfect - Melissa McCarthy, Arnaque à la carte - Kerry Washington, Peeples - Olivia Wilde, L'Incroyable Burt Wonderstone                                                    |
| Film : Romantique | Acteur : Romantique | Actrice : Romantique |
| - Twilight, chapitre V : Révélation - Sublimes Créatures - Les Misérables - Un havre de paix - Warm Bodies | - Robert Pattinson, Twilight, chapitre V : Révélation - Josh Duhamel, Un havre de paix - Alden Ehrenreich, Sublimes Créatures - Nicholas Hoult, Warm Bodies - Eddie Redmayne, Les Misérables                                                                                 | - Kristen Stewart, Twilight, chapitre V : Révélation - Jessica Biel, Love Coach - Alice Englert, Sublimes Créatures - Julianne Hough, Un havre de paix - Amanda Seyfried, Les Misérables                                         |
| Film : Science-fiction ou Fantastique | Acteur : Science-fiction ou Fantastique | Actrice : Science-fiction ou Fantastique |
| - Twilight, chapitre V : Révélation - Sublimes Créatures - Iron Man 3 - Oblivion - Le Monde fantastique d'Oz | - Taylor Lautner, Twilight, chapitre V : Révélation - Tom Cruise, Oblivion - Robert Downey, Jr., Iron Man 3 - James Franco, Le Monde fantastique d'Oz - Robert Pattinson, Twilight, chapitre V : Révélation                                                                  | - Kristen Stewart, Twilight, chapitre V : Révélation - Mila Kunis, Le Monde fantastique d'Oz - Gwyneth Paltrow, Iron Man 3 - Saoirse Ronan, Les Âmes vagabondes - Michelle Williams, Le Monde fantastique d'Oz                   |
| Révélation | Meilleur voleur de scène | Meilleur Vilain |
| - Nicholas Hoult, Warm Bodies - Adam DeVine, Pitch Perfect - Alice Englert, Sublimes Créatures - Ezra Miller, Le Monde de Charlie - Eddie Redmayne, Les Misérables | - Kellan Lutz, Twilight, chapitre V : Révélation - Joseph Gordon-Levitt, The Dark Knight Rises - Hana Mae Lee, Pitch Perfect - Channing Tatum, G.I. Joe : Conspiration - Ben Platt, Pitch Perfect                                                                            | - Adam DeVine, Pitch Perfect - Javier Bardem, Skyfall - Tom Hardy, The Dark Knight Rises - Ben Kingsley, Iron Man 3 - Melissa McCarthy, Arnaque à la carte                                                                       |
| Meilleure alchimie | Meilleur baiser | Meilleure crise de colère |
| - Sandra Bullock et Melissa McCarthy, Les Flingueuses - Don Cheadle et Robert Downey, Jr., Iron Man 3 - Johnny Depp et Armie Hammer, Lone Ranger : Naissance d'un héros - Vin Diesel, Dwayne Johnson et Paul Walker, Fast & Furious 6 - Jamie Foxx et Channing Tatum, White House Down | - Robert Pattinson et Kristen Stewart, Twilight, chapitre V : Révélation - Amy Adams et Henry Cavill, Man of Steel - Skylar Astin et Anna Kendrick, Pitch Perfect - Alden Ehrenreich et Alice Englert, Sublimes Créatures - Logan Lerman et Emma Watson, Le Monde de Charlie | - Taylor Lautner, Copains pour toujours 2 - Steve Carell, Moi, moche et méchant 2 - Anna Camp, Hana Mae Lee, Brittany Snow et Rebel Wilson, Pitch Perfect - Melissa McCarthy, Les Flingueuses - Channing Tatum, White House Down |
| Film de l'été : Action | Acteur de l'été | Actrice de l'été |
| - Fast & Furious 6 - Man of Steel - Pacific Rim - White House Down - World War Z | - Channing Tatum, White House Down - Henry Cavill, Man of Steel - Johnny Depp, Lone Ranger : Naissance d'un héros - Dwayne Johnson, Fast & Furious 6 - Chris Pine, Star Trek Into Darkness                                                                                   | - Sandra Bullock, Les Flingueuses - Amy Adams, Man of Steel - Melissa McCarthy, Les Flingueuses - Michelle Rodriguez, Fast & Furious 6 - Zoe Saldana, Star Trek Into Darkness                                                    |
| Film de l'été : Comédie | | |
| - Moi, moche et méchant 2 - Copains pour toujours 2 - Monstres Academy - Les Flingueuses - Les Stagiaires | | |

### Télévision
| Série : Dramatique | Acteur : Dramatique | Actrice : Dramatique |
| --- | --- | --- |
| - Pretty Little Liars - Gossip Girl - Nashville - Revenge - Switched | - Ian Harding, Pretty Little Liars - Penn Badgley, Gossip Girl - Lucas Grabeel, Switched - Nick Wechsler, Revenge - Joshua Bowman, Revenge             | - Troian Bellisario, Pretty Little Liars - Blake Lively, Gossip Girl - Vanessa Marano, Switched - Hayden Panettiere, Nashville - Emily VanCamp, Revenge                                                                           |
| Série : Science-fiction ou Fantastique | Acteur : Science-fiction ou Fantastique | Actrice : Science-fiction ou Fantastique |
| - Vampire Diaries - Arrow - Beauty and the Beast - Once Upon a Time - Supernatural | - Ian Somerhalder, Vampire Diaries - Jensen Ackles, Supernatural - Stephen Amell, Arrow - Jared Padalecki, Supernatural - Paul Wesley,Vampire Diaries  | - Nina Dobrev, Vampire Diaries - Katie Cassidy, Arrow - Ginnifer Goodwin, Once Upon a Time - Kat Graham, Vampire Diaries - Kristin Kreuk, Beauty and the Beast                                                                    |
| Série : Action | Acteur : Action | Actrice : Action |
| - NCIS: Los Angeles - Chicago Fire - Elementary - Hawaii Five-0 - Nikita | - LL Cool J, NCIS: Los Angeles - Scott Caan, Hawaii Five-0 - Jonny Lee Miller, Elementary - Jesse Spencer, Chicago Fire - Shane West, Nikita           | - Lucy Liu, Elementary - Lyndsy Fonseca, Nikita - Grace Park, Hawaii Five-0 - Maggie Q, Nikita - Monica Raymund, Chicago Fire |
| Série : Comédie | Acteur : Comédie | Actrice : Comédie |
| - Glee - The Big Bang Theory - Modern Family - New Girl - Suburgatory | - Jim Parsons, The Big Bang Theory - Chris Colfer, Glee - Jake Johnson, New Girl - Ashton Kutcher, Mon oncle Charlie - Eric Stonestreet, Modern Family | - Lea Michele, Glee - Kaley Cuoco, The Big Bang Theory - Zooey Deschanel, New Girl - Mindy Kaling, The Mindy Project - Bridgit Mendler, Bonne chance Charlie                                                                      |
| Dessin animé | Personnalité masculine | Personnalité féminine |
| - Les Simpsons - Adventure Time - Bob's Burgers - Family Guy - Gravity Falls | - Simon Cowell, The X Factor - Nick Cannon, America's Got Talent - Adam Levine, The Voice - Ryan Seacrest, American Idol - Blake Shelton, The Voice    | - Demi Lovato, The X Factor - Erin Andrews, Fox Sports - Cat Deeley, Tu crois que tu sais danser - Carrie Ann Inaba, Dancing with the Stars - Heidi Klum, America's Got Talent                                                    |
| Télé réalité de compétition | Télé réalité | Personnalité féminine de Télé réalité |
| - The X Factor - American Idol - The Bachelor - Dancing with the Stars - The Voice | - L'Incroyable Famille Kardashian - Dance Moms - Here Comes Honey Boo Boo - Mariée à un Jonas Brothers - Tia & Tamera                                  | - Les Kardashian & Jenners, L'Incroyable Famille Kardashian - Honey Boo Boo, Here Comes Honey Boo Boo - Danielle Deleasa Jonas, Mariée à un Jonas Brothers - Abby Lee Miller, Dance Moms - Tia Mowry & Tamera Mowry, Tia & Tamera |
| Personnalité masculine de Télé réalité | Meilleure nouveauté | Révélation de l'année |
| - Kevin Jonas, Mariée à un Jonas Brothers - Ryan Lochte, What Would Ryan Lochte Do? - Gordon Ramsay, Hell's Kitchen et MasterChef - The Robertsons, Duck Dynasty - The Wanted, The Wanted Life | - The Fosters - Arrow - Baby Daddy - The Carrie Diaries - The Mindy Project                                                                            | - Blake Jenner, Glee - Stephen Amell, Arrow - Melissa Benoist, Glee - AnnaSophia Robb, The Carrie Diaries - Derek Theler, Baby Daddy                                                                                              |
| Meilleur voleur de scène | Meilleure voleuse de scène | Vilain |
| - Chord Overstreet, Glee - Max Greenfield, New Girl - Steven R. McQueen, Vampire Diaries - Tahj Mowry, Baby Daddy - Rico Rodriguez, Modern Family                                              | - Miley Cyrus, Mon oncle Charlie - Candice Accola, Vampire Diaries - Heather Morris, Glee - Eden Sher, The Middle - Ariel Winter, Modern Family        | - Janel Parrish, Pretty Little Liars - Carly Chaikin, Suburgatory - Joseph Morgan, Vampire Diaries - Lana Parrilla, Once Upon a Time - Becca Tobin, Glee                                                                          |
| Série de l'été | Star masculine TV de l'été | Star féminine TV de l'été |
| - Pretty Little Liars - Teen Wolf - Tu crois que tu sais danser - The Fosters - Under the Dome                                                                                                 | - Keegan Allen, Pretty Little Liars - Jake T. Austin, The Fosters - Jean-Luc Bilodeau, Baby Daddy - Avan Jogia, Twisted - Tyler Posey, Teen Wolf       | - Lucy Hale, Pretty Little Liars - Maddie Hasson, Twisted - Chelsea Kane, Baby Daddy - Katie Leclerc, Switched - Maia Mitchell, The Fosters                                                                                       |

### Musique
| Meilleur artiste masculin | Meilleure artiste féminine |
| --- | --- |
| - Justin Bieber - Bruno Mars - Phillip Phillips - Pitbull - Justin Timberlake | - Demi Lovato - Selena Gomez - Pink - Rihanna - Taylor Swift |
| Meilleur Groupe | Meilleur artiste R&B |
| - One Direction - Big Time Rush - Fun - Maroon 5 - The Wanted | - Bruno Mars - Beyoncé - Alicia Keys - Miguel - Trey Songz |
| Meilleur artiste Hip-Hop/Rap | Meilleur groupe de rock |
| - Macklemore and Ryan Lewis - Drake - Nicki Minaj - Pitbull - Kanye West | - Paramore - AWOLNATION - Imagine Dragons - Mumford & Sons - The Lumineers |
| Meilleur artiste EDM | Meilleur groupe country |
| - David Guetta - deadmau5 - Calvin Harris - Kaskade - Skrillex - Swedish House Mafia | - Lady Antebellum - The Band Perry - Florida Georgia Line - Little Big Town - Thompson Square |
| Meilleur artiste masculin country | Meilleure artiste féminine country |
| - Hunter Hayes - Jason Aldean - Luke Bryan - Eric Church - Blake Shelton | - Taylor Swift - Jana Kramer - Miranda Lambert - Kacey Musgraves - Carrie Underwood |
| Meilleure chanson rock | Meilleure chanson d'amour |
| - "Radioactive", Imagine Dragons - "Carry On", Fun - "Gone, Gone, Gone ", Phillip Phillips - "Ho Hey", The Lumineers - "Sail", AWOLNATION | - "Little Things", One Direction - "Just Give Me a Reason", P!nk feat Nate Ruess - "Mirrors", Justin Timberlake - "Treasure", Bruno Mars - "The Way", Ariana Grande feat Mac Miller                                               |
| Meilleure chanson de rupture | Meilleure chanson R&B/Hip-Hop |
| - "Come and Get It", Selena Gomez - "Done", The Band Perry - "Stay", Rihanna feat Mikky Ekko - "We Are Never Ever Getting Back Together" Taylor Swift - "When I Was Your Man", Bruno Mars                                                                       | - "Can't Hold Us", Macklemore & Ryan Lewis feat Ray Dalton - "Beautiful", Mariah Carey - "Diamonds", Rihanna - "Next to Me", Emeli Sandé - "Started from the Bottom", Drake                                                       |
| Meilleur nouvel artiste | Meilleur nouveau groupe |
| - Ed Sheeran - Candice Glover - Ariana Grande - Psy - Emeli Sandé | - Emblem3 - Icona Pop - Imagine Dragons - The Lumineers - Macklemore & Ryan Lewis |
| Meilleure chanson country | Chanson de l'été |
| - "We Are Never Ever Getting Back Together", Taylor Swift - "Boys 'Round Here", Blake Shelton featuring Pistol Annies et Friends - "Crash My Party", Luke Bryan - "Cruise", Florida Georgia Line - "I Want Crazy", Hunter Hayes                                 | - "We Can't Stop", Miley Cyrus - "Blurred Lines", Robin Thicke (feat. Pharrell Williams & T.I.) - "Cruise(REMIX)", Florida Georgia Line (feat. Nelly) - "Get Lucky", Daft Punk (feat. Pharrell Williams) - "Treasure", Bruno Mars |
| Artiste féminine de l'été | Artiste masculine de l'été |
| - Selena Gomez - Ariana Grande - Miley Cyrus - Pink - Rihanna | - Bruno Mars - Jay-Z - Pitbull - Robin Thicke - Justin Timberlake |
| Groupe de l'été | Tournée de l'été |
| - Maroon 5 - Daft Punk - Florida Georgia Line - Imagine Dragons - Macklemore & Ryan Lewis | - One Direction, Take Me Home Tour - Beyonce, The Mrs. Carter Show World Tour - Bruno Mars, The Moonshine Jungle Tour - Jay-Z and Justin Timberlake, Legends of the Summer Tour - Taylor Swift, Red Tour                          |
| Meilleur single par un artiste masculin | Meilleur single par une artiste féminine |
| - "Beauty and a Beat", Justin Bieber featuring Nicki Minaj - "Blurred Lines", Robin Thicke featuring Pharrell - "Feel This Moment", Pitbull featuring Christina Aguilera - "Locked Out of Heaven", Bruno Mars - Suit and Tie, Justin Timberlake featuring Jay-Z | - "Heart Attack", Demi Lovato - "We Can't Stop", Miley Cyrus - "Come and Get It", Selena Gomez - "Cups", Anna Kendrick - "I Knew You Were Trouble", Taylor Swift                                                                  |
| Meilleur single par un groupe | |
| - "Live While We're Young", One Direction - "Get Lucky", Daft Punk featuring Pharrell Williams - "I Love It", Icona Pop featuring Charli XCX - "Love Somebody", Maroon 5 - "Thrift Shop", Macklemore et Ryan Lewis featuring Wanz                               | |

### Mode
| CANDIE'S "FASHION TRENDSETTER" |
| ------------------------------ |
| - Miley Cyrus                  |

| Icône de la mode                                                                  | Plus beau sourire                                                           |
| --------------------------------------------------------------------------------- | --------------------------------------------------------------------------- |
| - Demi Lovato - Miley Cyrus - Ariana Grande - Lea Michele - Emma Watson           | - Harry Styles - Selena Gomez - Taylor Lautner - Demi Lovato - Taylor Swift |
| Le plus hot                                                                       | La plus hot                                                                 |
| - Harry Styles - Justin Bieber - Liam Hemsworth - Taylor Lautner - Channing Tatum | - Demi Lovato - Miley Cyrus - Megan Fox - Mila Kunis - Selena Gomez         |

### Sport
| Athlète féminine | Athlète masculine |
| --- | --- |
| - Gabby Douglas (Gymnastique) - Missy Franklin (Natation) - Alex Morgan (Football) - Danica Patrick (Courses) - Lindsey Vonn (Ski) - Serena Williams (Tennis) | - David Beckham (Football) - LeBron James (Basketball) - Colin Kaepernick (Football) - Michael Phelps (Natation) - Shaun White (Snowboard/Skateboard/Surf) |

### Autre
| Comédiens                                                                        | Réseaux sociaux                                                             |
| -------------------------------------------------------------------------------- | --------------------------------------------------------------------------- |
| - Ellen DeGeneres - Jimmy Fallon - Melissa McCarthy - Daniel Tosh - Rebel Wilson | - Twitter - Facebook - Instagram - Tumblr - Vine                            |
| Personnalité Twitter                                                             | Web Star                                                                    |
| - Justin Bieber - Lady Gaga - Barack Obama - Katy Perry - Rihanna                | - Cimorelli - Ryan Beatty - Dave Days - Kid President - The Screaming Sheep |